# Irmgard Poppen

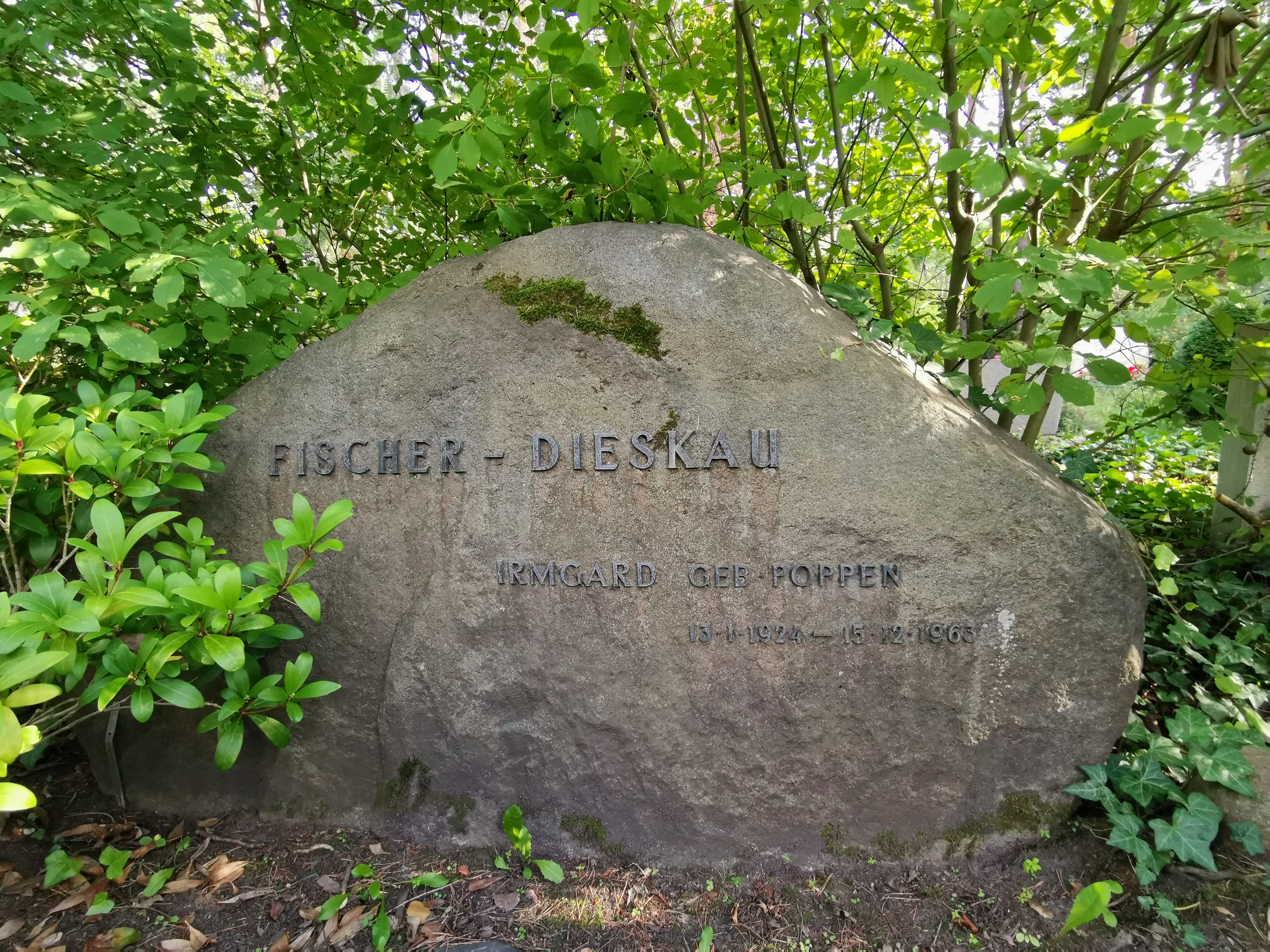
Grabstelle auf dem Waldfriedhof Berlin-Zehlendorf

Irmgard Poppen (* 13. Januar 1924 in Freiburg im Breisgau; † 15. Dezember 1963) war eine deutsche Musikerin und Cellistin. Sie war die Ehefrau (Heirat 1949) (und hieß ab da Irmgard Fischer-Dieskau) von Dietrich Fischer-Dieskau und die Mutter von Mathias Fischer-Dieskau, Martin Fischer-Dieskau und Manuel Fischer-Dieskau, nach dessen Geburt sie 1963 an einer Eklampsie verstarb.

## Leben und Wirken
Irmgard Poppen hatte ihren ersten Cello-Unterricht mit 10 Jahren. Sie erlangte 1941 das Abitur, wurde danach zum Reichsarbeitsdienst in Kirchheim a. d. Teck eingezogen und begann 1943 bei Adolf Steiner an der Staatlichen Hochschule für Musik in Berlin zu studieren. Sie schloss ihr Studium im Hauptfach Violoncello 1945 ab. In Berlin wohnte sie bei ihrer Tante, der Sopranistin Eva Bruhn, und deren Mann Bruno Bruhn im Haus Buchthal im Berliner Westend. 1943 lernte sie dort Dietrich Fischer-Dieskau kennen, der 1954 das Haus Buchthal kaufte und für seine Bedürfnisse umbauen ließ.
Irmgard Poppen spielte in verschiedenen Ensembles und mit namhaften Musikern. 1947 ging sie mit dem Nauber-Quartett auf eine Bodenseetournee als Gast-Cello im Schubert-Quintett. 1949 nahm sie an einem Kurs bei Enrico Mainardi teil. Ab 1960 und 1961 wirkte sie bei Grammophonaufnahmen mit Dietrich Fischer-Dieskau, Karl Engel und Aurèle Nicolet mit. Außerdem spielte sie viele LPs ein, unter anderem Bach-Kantaten mit den Berliner Philharmonikern unter Karl Forster und im Klaviertrio mit Karl Engel und Helmut Heller. 1963 wirkte sie bei Fernsehaufnahmen mit. Der befreundete Komponist Benjamin Britten wollte eigentlich eine Kantate für Dietrich Fischer-Dieskau und Irmgard Poppen schreiben, da Irmgard Poppen aber inzwischen gestorben war, schrieb er für Dietrich Fischer-Dieskau zum Gedenken den Liederzyklus „To Dieter the past and future“.

## Diskografie
- Dietrich Fischer-Dieskau, Karl Engel, Aurèle Nicolet, Irmgard Poppen. Lieder von Debussy und Ravel = Debussy–Ravel Recital. Deutsche Grammophon, 1960.
- Dietrich Fischer-Dieskau, Karl Engel, Helmut Heller, Irmgard Poppen, Aurèle Nicolet. Schottische Lieder und Volkslieder. Deutsche Grammophon, 1961.
- Dietrich Fischer-Dieskau, Edith Picht-Axenfeld, Irmgard Poppen – Singt Lieder von Telemann (Georg Philipp Telemann) (7", EP). Electrola, Die Stimme seines Herrn STE 50594. Compilations.
- Janet Baker, Lucia Popp, Dietrich Fischer-Dieskau, Raymond Leppard, Georg Fischer, Irmgard Poppen, Aurèle Nicolet, Lothar Koch, Edith Picht-Axenfeld, English Chamber Orchestra. Georg Friedrich Händel: Kantaten und Arien ‎(LP, Comp), His Master’s Voice, 300 Jahre Georg Friedrich Händel 1685–1985. 29 0364 1, ED 29 0364 1, Vol. 5, 1985.
- Dietrich Fischer-Dieskau, Karl Engel, Aurèle Nicolet, Irmgard Poppen – Debussy, Ravel – Mélodies; Ives – Songs. Cover-Design (CD, Comp, RE) Deutsche Grammophon, 463 514-2, 2000.

## Video-Dokumentationen
- TV-Aufnahme: Johann Sebastian Bach: Weihnachtsoratorium, mit Dietrich Fischer-Dieskau (Gesang) und Irmgard Poppen (Violoncello), Freiburger Bachchor, Dirigent Theodor Egel, Juli 1963.[4]